# Lijst van presidenten van Colombia
Dit is de lijst van presidenten van Colombia die regeerden in de periode van 1886 tot heden.
Een presidentiële termijn duurt vier jaar en een president kan niet worden herkozen. Een uitzondering hierop bestond in de periode 2005–2015, toen een herverkiezing voor een tweede ambtstermijn was toegestaan.

## Presidenten van Colombia (1886-heden)
| President | President | Ambtstermijn                        | Verkiezing | Reden van aftreden                                                    |
| --------- | --- | ----------------------------------- | --- | --------------------------------------------------------------------- |
|           | José María Campo Serrano (1832-1915) | 1 april 1886 - 6 januari 1887       | Stelde de Colombiaanse grondwet van 1886 in | Einde termijn                                                         |
|           | Eliseo Payán (1825-1895) | 7 januari 1887 - 4 juni 1887        | Vicepresident | President ingewijd                                                    |
|           | Rafael Núñez (1825-1894) | 4 juni 1887 - 7 augustus 1888       | Keert terug aan de macht | Vertrek wegens ziekte                                                 |
|           | Carlos Holguín Mallarino (1832-1894) | 7 augustus 1888 - 7 augustus 1892   | 1e termijn | Treedt terug                                                          |
|           | Miguel Antonio Caro (1843-1909) | 7 augustus 1892 - 7 augustus 1898   | Vicepresident | Einde termijn                                                         |
|           | Manuel Antonio Sanclemente (1814-1902) | 7 augustus 1898 - 31 juli 1900      | Indirecte verkiezingen | Afgezet bij een militaire coup                                        |
|           | José Manuel Marroquín (1827-1908) | 31 juli 1900 - 7 augustus 1904      | Vicepresident, grijpt de macht bij de coup | Geeft macht op                                                        |
|           | Rafael Reyes (1849-1921) | 7 augustus 1904 - 16 maart 1908     | Indirecte verkiezingen | Treedt af                                                             |
|           | Jorge Holguín (1848-1928) | 27 juli 1909 - 4 augustus 1909      | 1e termijn | Vervangen door het congres                                            |
|           | Ramón González Valencia (1851-1928) | 4 augustus 1909 - 7 augustus 1910   | Verkozen door het congres om de vorige termijn uit te dienen                                                                                             | Einde termijn                                                         |
|           | Carlos Eugenio Restrepo (1867-1937) | 7 augustus 1910 - 7 augustus 1914   | Verkozen door de Nationale Assemblage | Einde termijn                                                         |
|           | José Vicente Concha (1867-1929) | 7 augustus 1914 - 10 augustus 1918  | Verkozen door de Nationale Assemblage | Einde termijn                                                         |
|           | Marco Fidel Suárez (1855-1927) | 10 augustus 1918 - 11 november 1921 | Directe verkiezingen | Treedt af                                                             |
|           | Jorge Holguín (1848-1928) | 11 november 1921 - 7 augustus 1922  | 1e termijn | Einde termijn                                                         |
|           | Pedro Nel Ospina (1858-1927) | 7 augustus 1922 - 7 augustus 1926   | Directe verkiezingen | Einde termijn                                                         |
|           | Miguel Abadía Méndez (1867-1947) | 7 augustus 1926 - 7 augustus 1930   | Directe verkiezingen | Einde termijn                                                         |
|           | Enrique Olaya Herrera (1880-1937) | 7 augustus 1930 - 7 augustus 1934   | Directe verkiezingen | Einde termijn                                                         |
|           | Alfonso López Pumarejo (1886-1959) | 7 augustus 1934 - 7 augustus 1938   | Directe verkiezingen | Einde termijn                                                         |
|           | Eduardo Santos Montejo (1888-1974) | 7 augustus 1938 - 7 augustus 1942   | Directe verkiezingen | Einde termijn                                                         |
|           | Alfonso López Pumarejo (1886-1959) | 7 augustus 1942 - 7 augustus 1945   | Directe verkiezingen | Treedt af                                                             |
|           | Alberto Lleras Camargo (1906-1990) | 7 augustus 1945 - 7 augustus 1946   | 1e termijn | Einde termijn                                                         |
|           | Mariano Ospina Pérez (1891-1976) | 7 augustus 1946 - 7 augustus 1950   | Directe verkiezingen | Einde termijn                                                         |
|           | Laureano Gómez (1889-1965) | 7 augustus 1950 - 5 november 1951   | Directe verkiezingen | Einde termijn                                                         |
|           | Roberto Urdaneta Arbeláez (1890-1972) | 5 november 1951 - 13 juni 1953      | Directe verkiezingen | Einde termijn                                                         |
|           | Gustavo Rojas Pinilla (1900-1975) | 13 juni 1953 - 10 mei 1957          | Verkozen voor een volledige termijn tussen 2 presidenten in                                                                                              | Conservatieven en liberalen spannen samen en vormen nationale eenheid |
|           | Militaire Junta Gabriel París Gordillo Rafael Navas Pardo Deogracias Fonseca Espinosa Rubén Piedrahíta Arango Luis Ernesto Ordóñez Castillo | 10 mei 1957 - 7 augustus 1958       | Colombiaanse militaire junta, uitvoerende macht Parijs, Minister van Defensie; Legerleider; Hoofd van de Colombiaanse politie Ordóñez, Hoofd van de DAS. | Geeft macht op                                                        |
|           | Alberto Lleras Camargo (1906-1990) | 7 augustus 1958 - 7 augustus 1962   | Directe verkiezingen. Lid van het Nationale front | Einde termijn                                                         |
|           | Guillermo León Valencia (1909-1971) | 7 augustus 1962 - 7 augustus 1966   | Directe verkiezingen | Einde termijn                                                         |
|           | Carlos Lleras Restrepo (1908-1994) | 7 augustus 1966 - 7 augustus 1970   | Directe verkiezingen | Einde termijn                                                         |
|           | Misael Pastrana Borrero (1923-1997) | 7 augustus 1970 - 7 augustus 1974   | Directe verkiezingen | Einde termijn                                                         |
|           | Alfonso López Michelsen (1913-2007) | 7 augustus 1974 - 7 augustus 1978   | Directe verkiezingen | Einde termijn                                                         |
|           | Julio César Turbay (1916-2005) | 7 augustus 1978 - 7 augustus 1982   | Directe verkiezingen | Einde termijn                                                         |
|           | Belisario Betancur (1923-2018) | 7 augustus 1982 - 7 augustus 1986   | Directe verkiezingen | Einde termijn                                                         |
|           | Virgilio Barco (1921-1997) | 7 augustus 1986 - 7 augustus 1990   | Directe verkiezingen | Einde termijn                                                         |
|           | César Gaviria (1947) | 7 augustus 1990 - 7 augustus 1994   | Directe verkiezingen | Einde termijn                                                         |
|           | Ernesto Samper (1950) | 7 augustus 1994 - 7 augustus 1998   | Directe verkiezingen | Einde termijn                                                         |
|           | Andrés Pastrana (1954) | 7 augustus 1998 - 7 augustus 2002   | Directe verkiezingen | Einde termijn                                                         |
|           | Álvaro Uribe Vélez (1952) | 7 augustus 2002 - 7 augustus 2010   | Directe verkiezingen, herkozen in 2006 | Einde tweede termijn                                                  |
|           | Juan Manuel Santos (1951) | 7 augustus 2010 - 7 augustus 2018   | Directe verkiezingen, herkozen in 2014 | Einde tweede termijn                                                  |
|           | Iván Duque Márquez (1976) | 7 augustus 2018 - 7 augustus 2022   | Directe verkiezingen | Einde termijn                                                         |
|           | Gustavo Petro (1960) | sinds 7 augustus 2022               | Directe verkiezingen |                                                                       |